# Shourab
 (février 2025).
Shourab est un village dépendant du comté de Khorrambid et situé à proximité de Safashahr,,,. Ce village est relié à la ville de Safashahr, au château de Bamdad et à Firouzabad.
Les habitants de ce village se consacrent à l'élevage et à l'agriculture, leurs principales productions étant le blé et l'orge.